# Anthony Ríos
Froilán Antonio Rodríguez Jiménez (Sabana de la Mar; 17 de julio de 1950 - Santo Domingo; 4 de marzo de 2019), más conocido como Anthony Ríos fue un cantante autor y compositor de baladas románticas y merengue, actor, humorista y locutor dominicano.
Nació en el paraje Las Cañitas, en el municipio de Sabana de la Mar, el 17 de julio de 1950. De niño se muda a Hato Mayor del Rey, donde laboró como lustrabotas, trabajo que realizaba cantando, y en las fiestas navideñas cantaba villancicos de casa en casa. Su voz atrajo a un promotor que lo inició en la industria musical. 
Ríos tuvo 26 hijos con 24 mujeres, de los cuales 18 fueron hembras y 8 varones. En la década de los 70's sostuvo un romance con la artista puertorriqueño-estadounidense Yolandita Monge, poco tiempo después del nacimiento de Noelia, a quien por un tiempo crio como hijastra.
El Congreso dominicano aprobó a finales de 2018 exaltar la figura de Ríos, sin embargo, este reconocimiento nunca fue ejecutado.
Debido a su situación de obesidad, fue sometido a una operación a corazón abierto, en la cual se le realizó un bypass coronario. Debido a arritmias, le fue instalado un marcapasos desfibrilador. Murió el lunes 4 de marzo de 2019 debido a problemas cardíacos. La alcaldía del municipio Hato Mayor del Rey declaró 3 días de luto oficial.

## Discografía
Anthony se independizó en su proyecto musical, se convirtió en solista y popularizó temas como "Señora tristeza", "Estoy a tu orden", "la z", "estas donde no estas", "Jaula de oro", entre otras. Todas de su autoría.
También escribió canciones para cantantes como Fernando Villalona, Sophy Hernández, Yolandita Monge, Lisette Álvarez, Pastor López, Fernando Allende y otros más.
Para 1991 produce su álbum número diecinueve titulado "Boleros como ayer", con este pasa a formar parte del sello disquero Juan y Nelson Records. En 1996 graba otra vez con Kubaney su disco veinte, con el nombre "En bachatas", más tarde debuta en el cine con su participación en la película Nueba Yol III.
| Discografía Anthony Rios              |                                    |                                           |
| Año                                   | Canciones                          | Sus Primeros y Grandes Éxitos Vol. 2 1991 |
| El Sentimental 1971                   | Pudiera Ser                        | Morir de Amor                             |
|                                       | En la Oscuridad                    | Imagínate                                 |
|                                       | Poco Amor                          | Repasando Mi Memoria                      |
|                                       | Viejo Amigo                        | En la Oscuridad                           |
|                                       | Para Cuando Regreses               | Venganza                                  |
|                                       | Estoy a Tu Orden                   | Condenado a Quererte                      |
|                                       | No Digas Adiós                     | No Me Abandonarás                         |
|                                       | Hoy Daría Yo la Vida               | Para Cuando Regreses                      |
|                                       | Estoy Celoso                       | Hoy Sobran las Palabras                   |
|                                       | Cualquiera                         | Estoy a Tu Orden                          |
| El Sentimental Vol. 2 1972            | Amor de Papel                      | Igual Que a Mí                            |
|                                       | Hombre Libre                       | Cómo No Voy a Quererte                    |
|                                       | Nada                               | Te lo Pido de Rodillas                    |
|                                       | Condenado a Quererte               | Para Mis Lágrimas                         |
|                                       | Morir de Amor                      | Soy Tu Dueño                              |
|                                       | El Grito                           | Ella                                      |
|                                       | Repasando Mi Memoria               | Hoy Hace un Mes                           |
|                                       | No Te Resisto                      | Te Vas y Yo Te Dejo                       |
|                                       | Tu Misma Sonrisa                   | 15 Grandes Éxitos Vol. 3 1995             |
|                                       | Nuestras Promesas                  | Viejo Amigo                               |
| El Sentimental Vol. 3 1973            | Nada Somos Ya                      | Tú Volverás                               |
|                                       | Lástima                            | Te Vas y Yo Te Dejo                       |
|                                       | Niégalo                            | Yo Sé Bien Que Te Amo                     |
|                                       | Un Gran Amor y Nada Más            | Te Extraña la Ciudad                      |
|                                       | Encadenados                        | No, No Digas No                           |
|                                       | Si Entendieras                     | Almas Diferentes                          |
|                                       | Canción del Adiós                  | Me Olvidé de Tu Edad                      |
|                                       | Sin Poderte Olvidar                | Mujer                                     |
|                                       | Fatalidad                          | Lo Que Pasó Conmigo                       |
| El Sentimental Vol. 4 1975            | Cómo No Voy a Quererte             | Conversemos                               |
|                                       | Tú Volverás                        | Por Tantas Cosas                          |
|                                       | Amada Amante                       | No Digas Adiós                            |
|                                       | Te lo Pido de Rodillas             | Poco Amor                                 |
|                                       | Yo Te Amo                          | Estoy Celoso                              |
|                                       | Te Vas y Yo Te Dejo                | En Bachatas 1996                          |
|                                       | Viejo Amigo                        | Confundido                                |
|                                       | Ella                               | Besito de Abril                           |
|                                       | Yo Sé Bien Que Te Amo              | Manantial en Tu Piel                      |
|                                       | Te Extraña la Ciudad               | El Vaso Desechable                        |
| En Mi Mundo 1975                      | No Me Abandonarás                  | Como Clavada en Mi Vida                   |
|                                       | Igual Que a Mí                     | Sueño en Fuego                            |
|                                       | No Debemos Separarnos              | Te Quiero Como Te Quiero                  |
|                                       | Soy Tu Dueño                       | Fatalidad                                 |
|                                       | Imagínate                          | La Jaula de Oro                           |
|                                       | Hoy Hace un Mes                    | Buscando un Puente                        |
|                                       | Venganza                           | El Disco de Ooro 1998                     |
|                                       | Para Mis Lágrimas                  | Disco 1                                   |
|                                       | Hoy Sobran las Palabras            | Fatalidad                                 |
|                                       | Ave de Paso                        | Confundido                                |
| Elige 1977                            | Elige                              | Nada Somos Ya                             |
|                                       | Lo Que Pasó Conmigo                | Niégalo                                   |
|                                       | En Mi Pasado                       | Un Gran Amor y Nada Más                   |
|                                       | Mujer                              | Encadenados                               |
|                                       | Por Tantas Cosas                   | Si Entendieras                            |
|                                       | No, No Digas No                    | Canción del Adiós                         |
|                                       | Almas Diferentes                   | El Grito                                  |
|                                       | Me Olvido de Tu Edad               | Nuestras Promesas                         |
|                                       | Mi Pueblo, Mi Tierra               | Imagínate                                 |
|                                       | Conversemos                        | Estoy a Tu Orden                          |
| Vivencias 1979                        | Comprender Más                     | Como Clavada en Mi Vida                   |
|                                       | Castillo de Arena                  | Condenado a Quererte                      |
|                                       | Fiel                               | Repasando Mi Memoria                      |
|                                       | No Aguanto Más                     | Disco 2                                   |
|                                       | Te Reto                            | Viejo Amigo                               |
|                                       | La Z                               | Morir de Amor                             |
|                                       | Te Vas a Quedar Sola               | Sin Poderte Olvidar                       |
|                                       | Como Algo Mío                      | No Debemos Separarnos                     |
|                                       | Libre y Vivir                      | Ave de Paso                               |
|                                       | El Porqué                          | Mi Pueblo, Mi Tierra                      |
| Estás Donde No Estás 1981             | Lo Que Te Espera                   | Los Mareados                              |
|                                       | Envidia de Tus Manos               | Amor de Papel                             |
|                                       | Gracias a Él                       | Hombre Libre                              |
|                                       | Te Quiero Como Te Quiero           | Cómo No Voy a Quererte                    |
|                                       | Estás Donde No Estás               | Fatalidad                                 |
|                                       | Imaginación                        | Te lo Pido de Rodillas                    |
|                                       | Reflexiones                        | Venganza                                  |
|                                       | Una Historia Más                   | La Jaula de Oro                           |
| Anthony Ríos 1983                     | Si un Día Te Sientes Sola          | Elige                                     |
|                                       | Hoy No Es Ayer                     | El Gran Homenaje a Odilio González 1998   |
|                                       | Porque Te Entregas                 | El Rostro Mío                             |
|                                       | Te Llevo en Mí                     | La Mano de Dios                           |
|                                       | Ella Es, Tú Fuiste                 | Contraste                                 |
|                                       | Mis Ojos Te Dicen Te Quiero        | Arbolito                                  |
|                                       | Voy a Dejarte                      | Entre Espumas                             |
|                                       | Estoy Ya Decidido                  | Mercedita                                 |
| Porque Siempre Usted 1984             | i Usted Supiera Señora             | Háblame                                   |
|                                       | La Mancha                          | Amor a la Mala                            |
|                                       | Rutina                             | Celos Sin Motivo                          |
|                                       | Te Pasa Igual Que a Mí             | Maldita Suerte                            |
|                                       | Porque Siempre Usted               | Dos Lazos                                 |
|                                       | Con el Permiso de Mis Sentimientos | Penitencia                                |
|                                       | Yo Sé Que Te Das Cuenta            | Deuda                                     |
|                                       | Como Paloma al Viento              | Eres Todo Para Mí                         |
| Corazón Mágico 1986                   | Corazón Mágico                     | Ciego de Celos                            |
|                                       | Mujer Primorosa                    | Bachata Platinum 2000                     |
|                                       | Yo                                 | Fatalidad                                 |
|                                       | El Diablo y Yo                     | El Rostro Mío                             |
|                                       | Niño Jesús                         | Pero Cómo de Que No                       |
|                                       | Absurdo Otoño                      | Contraste                                 |
|                                       | Nadie                              | Mala Muy Mala                             |
|                                       | El Amor Es la Razón                | Entre Espumas                             |
| Señora Tristeza 1987                  | Señora Tristeza                    | Eres Todo Para Mí                         |
|                                       | De Dónde Sacas Tú                  | Nada Más una Noche Te Pido                |
|                                       | Como Es Posible                    | Mercedita                                 |
|                                       | Rosa Silvestre                     | Dos Lazos                                 |
|                                       | Cuenta Conmigo                     | Maldita Suerte                            |
|                                       | Yo                                 | Celos Sin Motivo                          |
|                                       | Absurdo Otoño                      | Patojita Linda                            |
|                                       | El Amor Es la Razón                | Cuando Tú Quieras                         |
| 14 Éxitos 1988                        | Viejo Amigo                        | Demasiado Romántico 2007                  |
|                                       | Amada Amante                       | Confundido                                |
|                                       | Yo Te Amo                          | Un Gran Amor y Nada Más                   |
|                                       | Elige                              | Almas Diferentes                          |
|                                       | No, No Digas No                    | Como Clavada en Mi Vida                   |
|                                       | Fatalidad                          | Estoy Celoso                              |
|                                       | Una Noche No Es Bastante           | Nada Somos Ya                             |
|                                       | Lástima                            | Lo Que Pasó Conmigo                       |
|                                       | Nada                               | Canción del Adiós                         |
|                                       | No Te Resisto                      | No, No Digas No                           |
|                                       | Tu Misma Sonrisa                   | Venganza                                  |
|                                       | Pudiera Ser                        | Me Olvidé de Tu Edad                      |
|                                       | Hoy Daria Yo La Vida               | Viejo Amigo                               |
|                                       | Cualquiera                         |                                           |
| Historia Musical de Anthony Ríos 1989 | Droga                              |                                           |
|                                       | Si un Día Te Sientes Sola          |                                           |
|                                       | Si Usted Supiera Señora            |                                           |
|                                       | De Dónde Sacas Tú                  |                                           |
|                                       | Con el Permiso de Mis Sentimientos |                                           |
|                                       | La Mancha                          |                                           |
|                                       | Ella Es, Tú Fuiste                 |                                           |
|                                       | Cuenta Conmigo                     |                                           |
|                                       | Porque Siempre Usted               |                                           |
|                                       | Señora Tristeza                    |                                           |
| Te Permito 1990                       | Te Permito                         |                                           |
|                                       | Hombre y Mujer                     |                                           |
|                                       | Ama                                |                                           |
|                                       | Adelante Amigo                     |                                           |
|                                       | Te Voy a Declarar la Guerra        |                                           |
|                                       | Sábanas Limpias                    |                                           |
|                                       | La Dama y el Vagabundo             |                                           |
|                                       | Me Duele                           |                                           |